# Dives dives
El zanate cantor o tordo cantor (Dives dives) es una especie de ave paseriforme de la familia Icteridae propia de México y América Central.
Los individuos adultos miden unos 25 cm del pico a la cola. Los machos son completamente negros, incluyendo los ojos, el pico y las patas, y ligeramente iridiscentes. Las hembras son más pequeñas y su coloración tiende más al color pardo. Los inmaduros son opacos.
Es de hábitats tropicales, y prefiere las áreas abiertas, así como campos de cultivo y poblados humanos. Se alimenta sobre todo de insectos, a los que busca en el suelo, pero también suele alimentarse de néctar, granos y frutos.

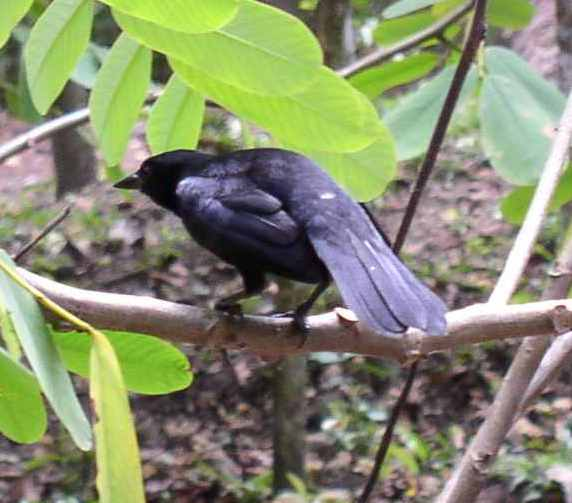
En Belice.

Es bastante común en el sur y sureste de México, principalmente en la vertiente del Golfo. Su distribución se ha extendido rápidamente desde la mitad del siglo XX. Llegó a El Salvador en la década de 1950, al este de Guatemala en la década de 1960; se hizo común en Costa Rica desde la década de 1990 y se espera que pronto colonice Panamá. Su expansión parece estar favorecida por la deforestación.
Los individuos en anidación son muy territoriales y agresivos. En época no reproductiva, forman pequeños grupos.
Emiten silbidos gorgoreantes.